# Índex Schmidt de dolor per picada
L'Índex Schmidt de dolor per picada és una escala de dolor que gradua en forma relativa el dolor causat per diferents picades d'himenòpters. Va ser desenvolupat per Justin O. Schmidt (n. 1947), un entomòleg del Centre de Recerca d'Abelles Carl Hayden d'Arizona, Estats Units. Schmidt ha publicat diversos treballs sobre el tema i indica que ha estat picat per la majoria dels Hymenoptera que piquen.
El seu treball original data de 1983, quan va intentar sistematitzar i comparar les propietats hemolítiques dels verins dels insectes. L'índex que presentava en el seu treball començava en 0 per a picades que no produeixen cap tipus d'efecte sobre els éssers humans, assignava un valor de 2 al dolor produït per la picada d'una abella comuna o una vespa i el nivell 4 a les picades més doloroses. Synoeca septentrionalis, juntament amb altres vespes del gènere Synoeca, les formigues bela i les vespes caça taràntules van ser les úniques espècies que va identificar amb el nivell 4. A més va incloure en el seu treball una descripció dels exemples de picades més doloroses, per exemple: "les picades de Paraponera clavata generen un dolor immediat extremadament alt i insensibilitat enfront de la pressió aplicada amb la punta d'un llapis afilat, un tremolor i un desig incontrolable de sacsejar la zona afectada."
Schmidt ha perfeccionat repetidament la seva escala, inclòs un article publicat el 1990, que classifica les picades de 78 espècies i 41 gèneres d'himenòpters, i que culmina amb un llibre publicat el 2016.
Una entrada a The Straight Dope va informar que "xifres increïblement exactes" que no apareixen en cap dels articles científics publicats de Schmidt van ser "extrets d'ell" per la revista Outside per un article que va publicar el 1996.
El setembre de 2015, Schmidt va rebre el premi Ig Nobel de fisiologia i entomologia amb Michael Smith per la seva investigació sobre himenòpters.